# Константинопольский собор (360)
Константинопольский собор, состоявшийся в 360 году в Константинополе — один из поместных соборов, состоявшихся в период арианских споров.
В результате диспутов, состоявшихся после соборов в Аримине и Селевкии в 359 году, сторонники Акакия Кесарийского («акакиане») смогли более убедительно обосновать свою позицию перед императором Констанцием II по сравнению со сторонниками Василия Анкирского («василианами»). Оставаясь после дебатов в Константинополе ещё несколько недель, они решили организовать новый собор, на который предполагалось собрать епископов из Вифинии. Как только 50 участников прибыло, собор начался. Среди присутствовавших были Акакий, Евдоксий Антиохийский, Ураний Тирский, Демофил Берийский, Георгий Лаодикийский, Марий Халкидонский и готский епископ Вульфила. Ещё большее число епископов присоединилось позднее. Иларий Пиктавий, находившийся приблизительно в то время в Константинополе, ко времени проведения собора был отослан императором в Галлию, как источник беспокойства в церкви.
Константинопольский собор немедленно принял Никскую формулу. Решением собора были отвергнуты как Никейские, так и аномейские формулировки. Было запрещено использование слова др.-греч. ούσία («сущность») по отношению к Отцу, Сыну и Святому Духу. Также отвергались понятия др.-греч. όμοούσίος («единосущный») и  др.-греч. όμοιούσίος («подобосущный»). Для того, чтобы убедить императора в том, что акакиане не являются сторонниками крайнего арианства, лидер аномеев Аэций был извергнут из сана диакона за написание спорных книг, нечестивые высказывания и нарушение покоя в церкви. Вслед за этим император отправил его в ссылку — вначале в киликийскую Мопсуестию, а затем в Писидию.
Полуарианам, которые в Аримине и Селевкии подписали тот же символ веры, что и акакиане, и которые также конкурировали за внимание императора, теологические аргументы использованы быть не могли. Вместо этого были предъявлены различные канонические обвинения. Первым был смещён епископ Македоний Константинопольский, обвинённый в принятии в общение диакона, обвинённого в разврате. Также ему было предъявлено обвинение в том, что инициированный им перенос тела Константина Великого привёл к насилию и множеству жертв. Епископ Елевсий Кизикский был смещён за то, что крестил, и тут же посвятил в священники языческого жреца. Василий Анкирский, также обвинённый в различных нарушениях, был заключён под стражу и отправлен в изгнание в цепях. Помимо них, было осуждено множество других епископов, включая Кирилла Иерусалимского. Причиной смещения последнего, возможно, было то, что он в течение длительного времени отказывался признавать права Акакия Кесарийского как митрополита.
Из-за жёсткости, с которой акакиане действовали против своих оппонентов, выступая одновременно в качестве судей и обвинителей, Григорий Назианзин и Василий Великий высказывались об этом соборе с крайним неодобрением. Император Констанций, тем не менее, утвердил решения этого собора, отправив смещённых епископов в изгнание и передав их диоцезы другим. В результате Евстафий перешёл на константинопольскую кафедру, а Евномий, другой лидер аномеев, стал епископом Кизикским.